# WWE 나이트 오브 챔피언스
WWE 벤전스(Vengeance) 또는 WWE 나이트 오브 챔피언스(Night of Champions)는 WWE가 주관하는 페이 퍼 뷰이다.
이 행사는 1999년 아마겟돈(Armageddon)란 이름을 걸고 시작하였으며, 본래 12월에 개최될 예정이었던 페이 퍼 뷰 아마겟돈이 2001년 당시 9·11 테러로 인해 대회명이 문제가 되어, 벤젼스(Vengeance)로 대체가 되어 지금까지 계속되고 있다. 아마겟돈은 2002년에 부활했으며, 벤젼스는 개최 시기를 7월로 변경한 이후 계속되고 있다. 이 행사는 2003년까지만 해도 스맥다운의 행사였으나 2004에서 2006년까진 러의 행사로 진행되었다. 2005년 〈더 그레이트 아메리칸 배쉬〉와 페이 퍼 뷰 진행시기를 교체하여 6월로 변경되어 되었다.
2007년엔 벤젼스: 나이트 오브 챔피언스(Vengeance: Night of Champions)란 이름을 걸고 9개의 챔피언쉽이 모두 진행되었다. 2008년부터는 나이트 오브 챔피언스(Night of Champions)란 이름으로 바뀌어 진행하게 되었고, 2010년부터는 9월로 개최시기를 변경하여 6년간 진행했으며, 2016년 7월 RAW와 스맥다운이 다시 분리되는 시점부터는 과거 WCW의 월간 TV 스페셜의 명칭이기도 했던 클래쉬 오브 챔피언스라는 새로운 명칭의 RAW 독점 PPV가 대신 개최될 예정이다.

## 개최한 곳

### 벤전스
| 날짜             | 개최한 곳    | 경기장                   | 관중수 | 메인 이벤트                                                                                              |
| ---------------- | ------------ | ------------------------ | ------ | --- |
| 2001년 12월 9일  | 샌디에이고   | 샌디에이고 스포츠 아레나 | 11,800 | 스티브 오스틴 (WWE 챔피언) vs. 크리스 제리코 (WCW 챔피언) (WWE & WCW 통합 챔피언십)                      |
| 2002년 7월 21일  | 디트로이트   | 조 루이스 아레나         | 12,000 | 언더테이커 vs. 더 락 vs. 커트 앵글 (WWE 통합 챔피언십, 트리플 쓰렛 매치)                                 |
| 2003년 7월 27일  | 덴버         | 펩시 센터                | 9,500  | 브록 레스너 vs. 커트 앵글 vs. 빅 쇼 (WWE 챔피언십, 트리플 쓰렛 매치)                                     |
| 2004년 7월 11일  | 하트퍼드     | 하트퍼드 시빅 센터       | 7,000  | 크리스 벤와 vs. 트리플 H (월드 헤비웨이트 챔피언십)                                                      |
| 2005년 6월 26일  | 라스베이거스 | 토머스 & 맥 센터         | 9,850  | 바티스타 vs. 트리플 H (월드 헤비웨이트 챔피언십, 헬 인 어 셀 매치)                                       |
| 2006년 6월 25일  | 샬럿         | 샬럿 밥캐츠 아레나       | 6,800  | D-제너레이션 X (트리플 H & 숀 마이클스) vs. 스피릿 스쿼드 (케니, 조니, 미치, 니키, 미이키) (핸디캡 매치) |
| 2007년 6월 24일  | 휴스턴       | 도요타 센터              | 15,000 | 존 시나 vs. 믹 폴리 vs. 바비 래쉴리 vs. 랜디 오턴 vs. 킹 부커 (WWE 챔피언십, 파이브-팩 첼린지 매치)      |
| 2011년 10월 23일 | 샌안토니오   | AT&T 센터                | 8,000  | 알베르토 델 리오 vs. 존 시나 (WWE 챔피언십, 라스트맨 스탠딩 매치)                                        |

### 나이트 오브 챔피언스
| 날짜            | 개최한 곳  | 경기장                   | 관중수 | 메인 이벤트 |
| --------------- | ---------- | ------------------------ | ------ | --- |
| 2008년 6월 29일 | 댈러스     | 아메리칸 에어라인스 센터 | 16,151 | 트리플 H vs. 존 시나 (WWE 챔피언십)                                                                                            |
| 2009년 7월 26일 | 필라델피아 | 와코비아 센터            | 17,774 | CM 펑크 vs. 제프 하디 (월드 헤비웨이트 챔피언십)                                                                               |
| 2010년 9월 19일 | 로즈먼트   | 올스테이트 아레나        | 13,851 | 셰이머스 vs. 랜디 오턴 vs. 웨이드 배럿 vs. 존 시나 vs. 에지 vs. 크리스 제리코 (WWE 챔피언십, 식스-팩 첼린지 일리미네이션 매치) |
| 2011년 9월 18일 | 버펄로     | HSBC 아레나              | 11,000 | 트리플 H vs. CM 펑크 (노 티큐 매치)                                                                                            |
| 2012년 9월 23일 | 보스턴     | TD 노스뱅크 가든         | 14,886 | CM 펑크 vs. 존 시나 (WWE 챔피언십)                                                                                             |
| 2013년 9월 15일 | 디트로이트 | 조 루이스 아레나         | 10,500 | 랜디 오턴 vs. 대니얼 브라이언 (WWE 챔피언십)                                                                                   |
| 2014년 9월 21일 | 내슈빌     | 브리지스톤 아레나        | 12,000 | 브록 레스너 vs. 존 시나 (WWE 챔피언십)                                                                                         |
| 2015년 9월 20일 | 휴스턴     | 도요타 센터              | 14,369 | 세스 롤린스 vs. 스팅 (WWE 챔피언십)                                                                                            |
| 2023년 5월 27일 | 지다       | 지다 슈퍼 돔             | 13,000 | 케빈 오웬스 & 새미 제인 vs. 블러드라인 (로만 레인즈 & 솔로 시코아) (통합 WWE 태그팀 챔피언십)                                  |
| 2025년 6월 28일 | 리야드     | 킹덤 아레나              | 25,000 | 존 시나 vs. CM 펑크 (통합 WWE 챔피언십)                                                                                        |